# كارثة
الكارثة هي اضطراب خطير يحدث خلال فترة قصيرة نسبيًا يتسبب في خسائر بشرية ومادية واقتصادية وبيئية واسعة النطاق، والتي تتجاوز قدرة المجتمع على التغلب عليها باستخدام موارده الخاصة.
في الأوساط الأكاديمية المعاصرة يُنظر إلى الكوارث على أنها نتيجة للمخاطر المُدارة بشكل غير مناسب، هذه المخاطر هي نتاج مزيج من المخاطر وقابلية التأثر، المخاطر التي تصيب المناطق ذات التأثر المنخفض لن تتحول أبدًا إلى كوارث، كما هو الحال في المناطق غير المأهولة.
تعاني البلدان النامية من أكبر التكاليف عندما تقع الكارثة؛ أكثر من 95 في المائة من الوفيات التي تسببها المخاطر تحدث في البلدان النامية، والخسائر التي تسببها المخاطر الطبيعية هي أكبر بـ20 مرة (كنسبة مئوية من الناتج المحلي الإجمالي) في البلدان النامية منها في البلدان الصناعية.

## التصنيف
لأكثر من قرن الباحثين كانوا يدرسون الكوارث ولأكثر من أربعين سنة من البحث في مجال الكوارث اتخذ طابعا مؤسسيا من خلال مركز بحوث الكوارث. وتعكس هذه الدراسات رأي عام عندما يقولون أن كل الكوارث يمكن أن ينظر إليها على أنها من صنع الإنسان، وتعليلهم هو أن تصرفات البشر قبل الضربة لمنع الخطر يمكن ان تمنع تطورها إلى كارثة. جميع الكوارث بالتالي نتيجة فشل الإنسان لتقديم التدابير المناسبة لإدارة الكوارث. المخاطر بصورة روتينية تنقسم إلى طبيعية أو من صنع الإنسان، على الرغم من الكوارث المعقدة، حيث لا يوجد أحد الأسباب الجذرية، هي أكثر شيوعا في البلدان النامية، وهناك كارثة معينة قد تؤدي إلى نشوء كوارث ثانوية والتي تزيد الأثر. والمثال الكلاسيكي هو الزلزال الذي سبب وقوع تسونامي، مما أسفر عن الفيضانات الساحلية.

## الكوارث الطبيعية
والكوارث الطبيعية هي نتيجة عند المخاطر الطبيعية (مثل انفجار بركاني أو زلزال) يصيب البشر. الضعف البشري، الناجمة عن عدم وجود نظم ملائمة لإدارة الطوارئ، ويؤدي إلى التاثير المالي والبيئي والبشري. الخسارة الناجمة عن ذلك تعتمد على قدرة السكان على دعم أو مقاومة الكوارث: قدرتها على تحمل الصدمات. ويتركز هذا الفهم في صياغة: «الكوارث تحدث عندما يجتمع الضعف والخطر». والمخاطر الطبيعية بالتالي لم يسفر عن وقوع كارثة طبيعية في مناطق دون التأثر، مثل الزلازل القوية في مناطق غير مأهولة بالسكان. مصطلح طبيعي تم التنازع عليه، لأن الأحداث ببساطة ليست مخاطر أو كوارث دون تدخل الإنسان.

## كارثة من صنع الإنسان
الكوارث الناجمة عن عمل الإنسان، والإهمال والخطأ، أو التي تنطوي على فشل نظام تسمى كوارث من صنع الإنسان. الكوارث من صنع الإنسان هي بدورها تصنف كتكنولوجيه أو اجتماعية. الكوارث التكنولوجية هي نتائج فشل التكنولوجيا، مثل الفشل الهندسي، وكوارث النقل، أو الكوارث البيئية. الكوارث الاجتماعية لديها دافع بشري قوي، مثل الأعمال الإجرامية والتدافع، وأعمال الشغب والحرب.

## إدارة الكوارث
مع المناخ الاستوائي وتضاريسه غير مستقرة، إضافة إلى ارتفاع الكثافة السكانية والفقر والأمية ونقص البنية الأساسية الكافية، الهند هي واحدة من أضعف البلدان النامية تعاني كثيرا من جراء الكوارث الطبيعية المختلفة، بالتحديد من الجفاف والفيضانات والأعاصير والزلزال والانهيارات الأرضية، حرائق الغابات، والعواصف الثلجية، والجراد، وثوران البراكين وغير ذلك مما يضرب مسبباً أثر مدمر على حياة الإنسان والاقتصاد والبيئة. على الرغم من أنه يكاد ان يكون من المستحيل تماماً تعويض عن الأضرار الناجمة عن الكوارث، فمن الممكن أن (ا) التقليل من المخاطر المحتملة من خلال تطوير استراتيجيات الإنذار المبكر (ب) إعداد وتنفيذ الخطط التنموية لتوفير القدرة على مواجهة مثل هذه الكوارث (ج) تعبئة الموارد بما في ذلك خدمات الاتصالات وtelemedicinal، و (د) للمساعدة في إعادة التأهيل وإعادة التعمير بعد الكوارث. تكنولوجيا الفضاء تلعب دورا حاسما في التخفيف الفعال للكوارث. بينما أقمار الاتصالات تساعد في التحذير من الكوارث والإغاثة وتعبئة الدعم الطبية عن بعد، وسواتل رصد الأرض تطلب توفير قاعدة بيانات لبرامج ما قبل التأهب للكوارث والاستجابة للكوارث، ورصد أنشطة وبعد وقوع الكوارث وتقييم الأضرار، وإعادة الإعمار، وإعادة التأهيل. ووصف دور تكنولوجيا الفضاء في وضع إستراتيجية مناسبة للتأهب للكوارث والإطار التشغيلي لرصد وتقييم والتخفيف من آثارها، ويحدد مناطق الفجوة وتوصي الاستراتيجيات المناسبة للحد من الكوارث بالمقارنة إزاء التطورات المحتملة في القسم الفضائي والأرضي.
مختلف الكوارث مثل الزلازل والانهيارات الأرضية والثورات البركانية، والفيضانات والأعاصير هي اخطار طبيعية والتي تقتل الآلاف من الناس وتدمر الموارد والممتلكات في كل سنة. النمو السريع لسكان العالم وزيادة التركيز في كثير من الأحيان في بيئة خطرة على حد سواء زادت من حدة الكوارث الطبيعية. مع المناخ الاستوائي وأشكال الأرض غير مستقرة، إضافة إلى إزالة الغابات، والنمو غير المخطط له وانتشار الانشائات غير المهندسه التي تجعل من المناطق المعرضة للكوارث أكثر ضعفا، وتأخر الاتصالات، وضعف أو انعدام الميزانية المخصصة للوقاية من الكوارث، فإن البلدان النامية تعاني بشكل مزمن أكثر أو أقل من الكوارث الطبيعية. آسيا تتصدر قائمة الخسائر البشرية بسبب الكوارث الطبيعية.
بين مختلف الأخطار الطبيعية والزلازل والانهيارات الأرضية والفيضانات والأعاصير والكوارث الكبرى التي تؤثر تأثيراً ضارة جدا على مناطق واسعة وعدد السكانفي شبه القارة الهندية. هذه الكوارث الطبيعية هي من (ا) جيوفيزيائية الأصل مثل الزلازل والثورات البركانية، والانزلاقات الأرضية و (ب) مناخية الأصل مثل الجفاف والفيضانات والأعاصير، والجراد، وحرائق الغابات. على الرغم من أنه قد لا يكون ممكنا للسيطرة على الطبيعة وعلى وقف تطور الظواهر الطبيعية ولكن يمكن بذل جهود لتفادي الكوارث وتخفيف آثارها على حياة الإنسان، والبنية التحتية والممتلكات. ارتفاع التردد والنطاق وعدد الكوارث الطبيعية والمشاكل المصاحبة مقترنة بخسائر في الأرواح البشرية دفع الجمعية العامة للأمم المتحدة أن تعلن 1990 العقد الدولي للحد من الكوارث الطبيعية (IDNDR) من خلال القرار 44/236 المؤرخ في 22 ديسمبر، 1989 للتركيز على جميع المسائل المتعلقة بالحد من الكوارث الطبيعية. وعلى الرغم من العقد، كانت هناك سلسلة من الكوارث الكبرى طوال العقد. ومع ذلك، من خلال إنشاء إدارة الكوارث الغنية تقاليد ذات صلة من خلال نشر الوعي العام للعقد قدمت الحوافز المطلوبة للحد من الكوارث. انه يكاد يكون من المستحيل منع وقوع الكوارث الطبيعية والأضرار.
ومع ذلك، فمن الممكن الحد من تأثير الكوارث من خلال اعتماد استراتيجيات مناسبة للتخفيف من الكوارث. والتخفيف من آثار الكوارث تعمل أساسا العنوان التالي:
- التقليل من المخاطر المحتملة من خلال وضع استراتيجيات للإنذار المبكر من الكوارث
- إعداد وتنفيذ الخطط التنموية لتوفير القدرة على مواجهة مثل هذه الكوارث، * تعبئة الموارد بما في ذلك الاتصالات عن بعد والخدمات الطبية
- المساعدة في إعادة التأهيل ومرحلة ما بعد الحد من الكوارث.

إدارة الكوارث من ناحية أخرى تضم
- مرحلة ما قبل التخطيط لمواجهة الكوارث والتأهب لها ورصدها بما في ذلك القدرة على إدارة عمليات الإغاثة
- التنبؤ والإنذار المبكر
- تقييم الأضرار وإدارة عمليات الإغاثة.

الحد من الكوارث هو عمل منهجي والذي يضم مختلف المناطق والمهن المختلفة، ومختلف المجالات العلمية، وأصبحت تدبيرا هاما للمجتمع البشري، وطبيعة التنمية المستدامة.

## الإدارة
والمجتمعات المحلية في وقت الكارثة أو قبل وقوع الكارثة تصنع جماعات من أجل مساعدة الناس الذين يعانون من خلال الكارثة. وتشمل هذه الجماعات، مجموعة الإسعافات الأولية، والصحة، مجموعة والغذاء والرعاية الاجتماعية المجموعة الخ كلهم مدربون تدريبا جيدا من جانب بعض أعضاء المجتمع المحلي. جميع المجموعات ترسل لمساعدة أي مجتمع محلي اخر الذي يعاني من الكوارث. هم أيضا يرحلوا اشخاص من المنطقة المتضررة من الكوارث لبعض المناطق الآمنة الأخرى. تقدم لهم المأوى وكل التسهيلات الممكنة من جانب تلك المجتمعات في الإدارة المحلية. اليوم، تبذل الحكومة حاليا أيضا جهود لتوفير مرافق جيدة خلال الكارثة. في الهند، في المناطق الريفية، والمجتمع (مجموعة من العائلات) يتم اختيار زعيم وتطوير مهارات إدارة الكوارث لحماية أنفسهم وغيرهم من المجتمعات المحلية كذلك.

## مخاطر كوارث افتراضية في المستقبل
| - مقاومة المضادات الحيوية - إزالة الغابات - التصحر - الجفاف - الانهيار الاقتصادي - ظاهرة الاحتباس الحراري - المجاعه - انغلاق فجوه الخليج - شده التهيج | - عصر جليدي - أثر الحجر النيزكي - انقراض جماعي - انفاع زلزال عملاق - التسونامي العملاق - الحرب النووية - الاستهلاك المفرط - الصيد الجائر | - الزيادة السكانية - الاوبئه - ذروة النفط - ارتفاع مستوى سطح البحر - البركان العظيم - الإرهاب - أزمة المياه |

## الروابط الخارجية
- واجتماع المائدة المستديرة من الكوارث نسخة محفوظة 16 أكتوبر 2008 على موقع واي باك مشين. معلومات عن حلقات العمل السابقة والكوارث في المستقبل المائدة المستديرة
- م ج دات وم ج دات قاعدة بيانات الكوارث الدولية
- HAVARIA في حالات الطوارئ والكوارث العامة للاستعلامات ويصل إلى أن خريطة العالم دقيقة واسعة تظهر الكوارث الحالية.
- نقص في المواد الغذائية -- نقص الغذاء المعلومات.
- العالمية للإنذار بالكوارث وتنسيق نظام للأمم المتحدة والمفوضية الأوروبية برعاية موقع للمعلومات عن الكارثة.
- كوارث الطيران 100 الأعلى على AirDisaster.com
- كتاب غينيس للارقام القياسية العالمية
- في العالم أسوأ المذابح الجامعة استعراض الأرض
- الحرب والإبادة الجماعية في حالات الكوارث نسخة محفوظة 27 يوليو 2002 على موقع واي باك مشين.
- أرمجدون اون لاين -- الأخبار اليومية والمقالات حول الكوارث الطبيعية والبشرية الجارية أدلى
- Geohotspots نسخة محفوظة 28 سبتمبر 2008 على موقع واي باك مشين.
- كارثة فيديو أخبار الكوارث وفيديو
- في حالة تأهب للكوارث الإخطار والإبلاغ
- في حالات الكوارث لشبكة أخبار—لايف قارئات وآخر المستجدات حول الكوارث

### الولايات المتحدة
- مواطن فيلق نسخة محفوظة 2 أكتوبر 2007 على موقع واي باك مشين. الدليل
- DisasterHelp.gov نسخة محفوظة 18 يناير 2010 على موقع واي باك مشين. الولايات المتحدة الحكومة الإلكترونية المرجعية
- Ready.gov الولايات المتحدة على استعداد الحكومة الإلكترونية المرجعية
- الكوارث مركز الإنترنت مصدرا للمعلومات عن الكوارث